# Piotr Mniszek

Poraj herb, który otrzymał Piotr Mniszek podczas nobilitacji.

Piotr Mniszek herbu Poraj – mieszczanin sieradzki, uczestnik bitwy pod Byczyną, nobilitowany w 1598, protoplasta szlacheckiego rodu Mniszków herbu Poraj, którzy w 1783 uzyskali tytuł hrabiów Galicji.

## Życiorys
Urodził się w Sieradzu w rodzinie mieszczańskiej, był synem Jakuba i Anny. Wziął udział w walkach pomiędzy wojskami pretendenta do tronu polskiego po śmierci Stefana Batorego, arcyksięcia austriackiego Maksymiliana III Habsburga, a armią Rzeczypospolitej. Wyróżnił się męstwem w boju podczas bitwy pod Byczyną, gdzie walczył jako żołnierz w chorągwi Andrzeja Zebrzydowskiego, podczaszego koronnego. 14 marca 1598 na sejmie warszawskim król Zygmunt III Waza na wniosek marszałka wielkiego koronnego Mikołaja Zebrzydowskiego za zasługi wojenne dla Rzeczypospolitej, nobilitował Piotra Mniszka. Drogą adopcji herbowej otrzymał herb Poraj, do tej rodziny herbowej przyjął go kasztelan sieradzki Hieronim Bużeński.